# اپی‌ژنتیک دیابت نوع ۱
اپی‌ژنتیک دیابت نوع ۱ همچون اپی‌ژنتیک دیابت نوع ۲ یکی از اقسام مطالعات اپی ژنتیک در دنیاست. اپی ژنتیک به عنوان تغییرات ارثی در بیان ژن تعریف می‌شود که هیچ تأثیر مستقیمی بر توالی DNA ندارد. به‌طور ضمنی، این تغییرات اپی ژنتیکی از نظر ژنتیکی تعیین نمی‌شوند، اگرچه می‌توانند تحت تأثیر تغییرات ژنتیکی ارثی قرار گیرند. شواهد نشان می‌دهد که بیماری‌های خودایمنی، مانند دیابت نوع ۱، از تأثیر متقابل بین عوامل ژنتیکی و غیر ژنتیکی ناشی می‌شوند. در حالی که علل ژنتیکی این بیماری‌ها به خوبی شناخته شده‌است، اثرات غیر ژنتیکی کمتر قطعی است. علاوه بر این، مکانیسم دقیق همکاری آنها برای شروع فرایند خودایمنی مخرب هنوز ناشناخته است. این نگرانی‌های اولیه در تعامل بین عوامل ژنتیکی و غیر ژنتیکی را شناسایی می‌کند و جدیدترین شواهد مربوط به دخالت اثرات غیر ژنتیکی در پیشرفت بیماری، از جمله تأثیر اثرات اپی ژنتیکی بر مسیرها ی کلیدی را بررسی می‌کند.

## دیابت نوع ۱
دیابت نوع ۱ وضعیتی است که با یک پاسخ خودایمنی مشخص می‌شود که منجر به تخریب سلول‌های بتا ی ترشح کننده انسولین در جزایر لانگرهانس می‌شود. میزان تطابق برای دیابت نوع ۱ در دوقلوهای تک تخمکی تنوع قابل توجهی را نشان می‌دهد که از ۱۳٪تا ۶۷٫۷٪ متغیر است. این تنوع ممکن است به خاطر تنوع مرتبط با ژنوتیپ‌های آنتی‌ژن لکوسیت انسانی (HLA)مرتبط با دیابت نوع ۱ نسبت داده شود. شایان ذکر است، افراد دارای ژنوتیپ هتروزیگوت DR4/DR3 با بالاترین خطر مواجه هستند، اگرچه اکثر ناقالن این ژنوتیپ به دیابت مبتلا نمی‌شوند. از سو ی دیگر، سایر ژنوتیپ‌های HLA خطر متوسط یا کم ابتلا به این بیمار ی را به همراه دارند. در حالی که سایر ژن‌ها مانند INS ,PTPN22 و CTLA4 نیز در استعداد ابتلا به دیابت نوع ۱ نقش دارند، ناحیه HLA نقش اساسی در توسعه آن ایفا می‌کند. این محدوده خطر ژنتیکی برا ی دیابت نوع ۱ فرصتی را برای دخالت مکانیسم‌های اپی ژنتیکی فراهم می‌کند. علیرغم شواهد قابل توجهی که از دخالت عوامل غیر ژنتیکی در پاتوژنز دیابت نوع ۱ حمایت می‌کند، شواهد خاصی برای عوامل محیطی وجود ندارد، اگرچه برخی از آنها پیشنهاد شده‌اند و ممکن است در واقع به روند بیماری مرتبط باشند.

## متیلاسیون DNA و دیابت نوع ۱
اپی ژنتیک ارتباط قابل توجهی بین حساسیت ژن‌های فرد و تأثیر محیط در پیشرفت بیماری‌های خودایمنی ارائه می‌دهد. درک بهتر از همبستگی بین عوامل ژنتیکی و محیطی در بیماری‌های خودایمنی پیچیده، درک ما را در مورد پیشگیری و درمان بیشتر می‌کند. شواهد حاکی از آن است که اپی ژنتیک، از طریق تعامل پیچیده عوامل ژنتیکی و محیطی، در ایجاد بیماری‌های خودایمنی نقش دارد. نشانگرهای اپی ژنتیک به‌طور بالقوه می‌توانند به عنوان نشانگرهای زیستی عمل کنند. با این وجود، هنوز مشخص نیست که آیا تغییرات اپی ژنتیکی در بیماری‌های خودایمنی در نتیجه یک پاسخ ایمنی غیرطبیعی است که به تظاهرات بیماری بر اساس بالینی کمک می‌کند یا اینکه چنین تغییراتی نتیجه خود فرایند بیماری است.
همان‌طور که تعداد فزاینده‌ای از نشانگرهای اپی ژنتیک مرتبط با بیماری‌های انسانی کشف می‌شوند، رویکردهای درمانی با هدف قرار دادن اصلاحات اپی ژنتیکی توسعه خواهند یافت. معکوس کردن اثرات این تغییرات، که در اثر فعالیت آنزیمی ایجاد می‌شود، ممکن است یک درمان یا درمان بالقوه ارائه دهد. علاوه بر این، مهارکننده‌های HDAC با ایجاد اختلال در تولید سیتوکین‌های التهابی در سلول‌های سینوویال RA اثربخشی درمانی بالقوه‌ای را در RA نشان داده‌اند. علاوه بر مداخلات درمانی، مکانیسم‌های اپی ژنتیکی به‌طور بالقوه می‌تواند برای تشخیص زودهنگام بیماری مانند استفاده از miRNAها به عنوان نشانگرهای زیستی مورد استفاده قرار گیرد. miRNAها که پایداری از خود نشان می‌دهند، می‌توانند در سلول‌های تک هسته ای خون محیطی و سرم شناسایی شوند. با ردیابی به هدف اصلی miRNA، ممکن است بتوان مسیرهای دخیل در بیماری‌های خود ایمنی را شناسایی کرد. با این حال، این کار ساده نخواهد بود. در واقع، همان miRNAها می‌توانند در بیماری‌های خودایمنی مختلف دخیل باشند و ژن‌های مختلفی را هدف قرار دهند. برای مثال، miR-124a پیشنهاد می‌شود که هم در RA و هم در T1D دخالت داشته باشد. کاهش شیوع آلل‌های هتروزیگوت پرخطر HLA DR3 و DR4 در میان گروه‌های بیماران مسن‌تر منجر به کاهش میزان تطابق مشاهده شده در گروه‌های سنی بالاتر می‌شود. بر اساس این مشاهدات، نرخ تطابق پایین مشاهده شده در T1D با شروع بزرگسالان نشان می‌دهد که تغییرات اپی ژنتیکی ممکن است تأثیر قابل توجهی بر روند بیماری منجر به T1D در بزرگسالان نسبت به بیماران جوان داشته باشد. با توجه به افزایش جهانی دیابت و تغییر فنوتیپ مرتبط با T1D، نیاز به درک بهتری از نحوه تعامل عوامل محیطی با زمینه ژنتیکی حساس در ایجاد بیماری وجود دارد؛ بنابراین، مطالعات بر روی اپی ژنتیک پتانسیل ارائه بینشی در مورد این موضوع را دارد. پروفایل متیلاسیون DNA جامع اخیر، ۲۷۶ جایگاه CpG مرتبط با پروموترهای ۲۵۴ ژن را شناسایی کرده‌است که متیلاسیون دی‌ان‌ای متفاوت قابل توجهی را در جزایر دیابتی نشان می‌دهند. با در نظر گرفتن ارتباط بین افزایش وزن بدن، مقاومت به انسولین و T1D در بزرگسالان یا LADA - شکلی از دیابت خودایمنی که به آرامی در حال پیشرفت است، داده‌های مربوط به متیلاسیون DNA نقش مهمی در اختلال اپی ژنتیکی در جزایر دیابتی را برجسته می‌کند؛ بنابراین، تغییرات اپی ژنتیکی می‌تواند باعث اختلال در عملکرد سلول‌های بتا و در نهایت نارسایی سلول‌های بتا در افراد با حساسیت ژنتیکی پایین‌تر HLA، مانند افرادی که تحت تأثیر LADA قرار دارند، شود. علاوه بر این، به دلیل ارائه دهنده متیل (مانند متیونین و کولین) و عوامل کمکی (مانند ویتامین B12، اسید فولیک و پیریدوکسال فسفات)، تغذیه به‌طور بالقوه در متیلاسیون DNA نقش دارد. مطالعات اخیر نقش سیتوکین‌های پیش التهابی و ضد التهابی IL-1RA, IL6 و TNF-alpha را در پاتوژنز T1D و LADA بزرگسالان گزارش کرده‌اند. علاوه بر این، پاسخ به مصرف بیش از حد غذا تحت تأثیر فرآیندهای ایمنی ذاتی و اکسیداتیو، از جمله گیرنده Toll مانند ۴ و سیگنال‌دهی با واسطه التهاب و همچنین تولید سیتوکین است. بیان برخی از ژن‌های کلیدی ممکن است دستخوش تغییرات اپی ژنتیکی شود که می‌تواند گامی مهم در توسعه T1D در بزرگسالان باشد. در نتیجه، مطالعات آینده در مورد اپی ژنتیک T1D باید معیارهای انتخاب بیمار مانند سن شروع، وجود مقاومت به انسولین، وزن و بیماری‌های خودایمنی مرتبط را به دقت در نظر بگیرند، زیرا این متغیرهای مخدوش کننده ممکن است بر تفسیر نتایج تأثیر بگذارند.

## نقش متیلاسیون DNA در پاتوژنژ
متیلاسیون DNA فرآیندی است که در آن یک گروه متیل به‌طور کووالانسی به کربن ۵' مولکول‌های DNA در یک مکان CpG متصل می‌شود. متیلاسیون DNA معمولاً منجر به خاموش شدن ژن می‌شود و در حفظ رشد طبیعی جنین، نقش‌بندی ژنومی، غیرفعال‌سازی X و سرکوب پیری از جمله مهم است. برخی تغییرات اپی ژنتیکی که بیان طبیعی ژن را مختل می‌کنند. اکنون به عنوان مستعد ابتلا به T1DM شناخته شده‌است. با هدف قرار دادن مکانیسم‌های درگیر، محققان از DM در موش‌های دیابتی غیرچاق (NOD) پیشگیری و درمان کردند. چندین ژن برای افزایش یا کاهش خطر T1DM ایجاد شده‌است. از جمله ژن‌های مستعد کننده، ژن‌های آنتی‌ژن لکوسیت انسانی (HLA) هستند. هر تغییر اپی ژنتیکی که این ژن‌ها را هدف قرار می‌دهد، ممکن است با ایجاد اختلال در بیان و عملکرد طبیعی این ژن‌ها، باعث ایجاد بیماری‌زایی T1DM شود که منجر به خودایمنی سلول‌های بتا می‌شود. تغییرات مشابهی در بیان ژن مؤثر بر سیستم ایمنی در اندام‌های هدف مختلف مانند پانکراس در مورد T1DM در افراد مبتلا به بیماری‌های خودایمنی مختلف مشاهده شده‌است. نشان داده شده‌است که پانکراس افراد مبتلا به T1DM دارای بیان بیش از حد ژن‌های پاسخ ایمنی التهابی است. بر اساس این یافته، داروهایی که بیان بیش از حد این ژن‌ها را سرکوب می‌کنند در موش‌ها نشان داده‌اند که التهاب را کاهش می‌دهند، سلول‌های بتا را دوباره رشد می‌کنند و T1DM را معکوس می‌کنند. متیلاسیون DNA نقش مهمی در حفظ رشد طبیعی جنین پانکراس و تمایز سلول‌های بتا ایفا می‌کند. عملکرد اولیه سلول‌های بتا، که ترشح انسولین پاسخ گلوکز است، پس از تولد به دست می‌آید و از طریق یک برنامه متابولیک توسط DNA متیل ترانسفراز 3A (DNMT3A) واسطه می‌شود. این نشان می‌دهد که علاوه بر نقشی که در بلوغ سلول‌های بتا دارد، متیلاسیون DNA به حفظ عملکرد طبیعی سلول نیز کمک می‌کند. رویدادهای سلولی و مولکولی را در جزایر پانکراس و سلول‌های بتا در طول القای DM در موش‌های NOD بررسی کردند. خودایمنی در موش‌های NOD بین ۳ تا ۴ هفتگی ایجاد شد و به دنبال آن پاسخ‌های ایمنی تطبیقی که سلول‌های بتا را از بین بردند، ایجاد شد. دانشمندان کاهش رشد سلول‌های بتا را با افزایش نفوذ سلول‌های T به جزایر لانگرهانس با افزایش سن مشاهده کردند. سایت‌های CpG، که رونویسی ژن انسولین ۱ و انسولین ۲ را افزایش می‌دهند، در دوره پیش دیابتی نیز متیلاسیون می‌شوند. علاوه بر این، آن‌ها بیان بیش از حد سیتوکین‌های خاص را در جزایر موش‌های NOD پیش دیابتی مشاهده کردند که باعث القای DNMTs و متیلاسیون ژن انسولین شده و رونویسی انسولین را تحت تأثیر قرار می‌دهد؛ بنابراین، تغییرات اپی ژنتیک، به ویژه تغییراتی که شامل تغییرات عملکرد ژن در پاسخ به محرک‌های ایمنی است، ممکن است پیوند مکانیکی بین سیستم ایمنی، از دست دادن بیان ژن انسولین و شروع T1DM باشد همچنین نقش متیلاسیون در بیان ژن و پاتوژنز بیماری را روشن می‌کند. این مطالعه الگوهای متیلاسیون DNA 7 CpG را در ناحیه شروع رونویسی در پروموتر ژن INS بررسی کرد. دانشمندان خاطرنشان کردند که بیماران مبتلا به T1DM متیلاسیون CpG19، CpG-135 و CpG-234 کاهش یافته و متیلاسیون CpG-180 در مقایسه با گروه شاهد افزایش یافته‌است.

## اپی ژنتیک و ریسک ابتلا به دیابت نوع ۱
تحقیقات در مورد تغییرات در بیان ژنتیکی تغییرات مرتبط با ترشح انسولین و استعداد ابتلا به دیابت را مرتبط کرده‌است. یک آزمایش جامع بر روی متیلاسیون DNA در جزایر پانکراس انسانی، با استفاده از یک رویکرد مکان صفت کمی (mQTL) در سطح ژنوم انجام شد. این تجزیه و تحلیل شامل ۵۷۴۵۵۳ پلی مورفیسم تک نوکلئوتیدی (SNPs) و ۴۶۸۷۸۷ سایت CpG بود که ۹۹ درصد از ژن‌های Ref Seq را در جزایر به‌دست‌آمده از ۸۹ اهداکننده پوشش می‌داد. به‌طور قابل‌توجهی، این مطالعه 383 CpG sites (۰٫۰۸٪ از کل CpGهای مورد بررسی) را شناسایی کرد که پس از محاسبه آزمایش‌های متعدد، از جمله جایگاه‌های شناخته شده مرتبط با دیابت مانند ADCY5، KCNJ11، HLA-DQA1، INS, PDX1 و GRB10، ارتباط قابل‌توجهی را نشان دادند. به‌طور جالبی، CpGهای مرتبط با cis-mQTLs به‌طور نامتناسبی در داخل بدن ژن و خارج از جزایر CpG قرار دارند. تحقیقات بیشتر با استفاده از تست‌های فرضی جفت‌های SNP-CpG را در جزایر انسانی نشان داد که متیلاسیون DNA به‌طور بالقوه می‌تواند ارتباط ژنتیکی با بیان ژن یا ترشح انسولین را واسطه کند. آنالیزهای عملکردی بعدی نشان داد که ژن‌های کاندید شناسایی شده (GPX7، GSTT1 و SNX19) مستقیماً بر فرآیندهای بیولوژیکی حیاتی مانند تکثیر و آپوپتوز در سلول‌های β پانکراس تأثیر می‌گذارند. به‌طور کلی، این مطالعه نشان داد که تأثیر متقابل بین تغییرات ژنتیکی و اپی ژنتیکی در سراسر ژنوم می‌تواند بر بیان ژن، عملکرد جزایر و در نهایت خطر بالقوه ابتلا به دیابت در انسان تأثیر بگذارد. علاوه بر این، شایان ذکر است که پشتیبانی از تأثیر متیلاسیون DNA به عنوان یک اصلاح اپی ژنتیکی نیز در مدل‌های موش قابل مشاهده است. مشکل این مطالعات اپی ژنتیکی، کارایی محدود آنها به دلیل تعداد زیادی از سایت‌های CpG است که شناسایی شده‌است. از طریق استفاده از یک ژنوتیپ جامع بیماری خودایمنی، مشخص شد که T1D شباهت ژنتیکی بیشتری با سایر بیماری‌های مثبت اتوآنتی‌بادی، به ویژه آرتریت روماتوئید نوجوانان دارد، در حالی که ارتباط کمتری با کولیت زخمی دارد. SNPهای T1D در توالی‌های تقویت کننده درون تیموس، سلول‌های T و B و سلول‌های بنیادی CD34+ قرار دارند. این مشاهدات توانایی تجزیه و تحلیل اپی ژنتیک را برای شناسایی سلول‌هایی که به‌طور فعال از ژن‌های مرتبط با یک بافت خاص استفاده می‌کنند را نشان می‌دهد. این مهم است زیرا همه سلول‌ها حاوی هر ژن هستند، وضعیتی که نمی‌توان آن را تنها با ژنتیک حل کرد. خوانندگان اپی ژنتیک پروتئین‌هایی هستند که تغییرات هیستون را تشخیص می‌دهند و رونویسی تسهیل می‌کنند. با توجه به شواهدی مبنی بر اینکه متیلاسیون DNA در نواحی پروموتور به شدت قابل وراثت است، با نرخ تطابق بسیار بالا بین دوقلوهای همسان، نتیجه می‌شود که جفت‌های دوقلو ناسازگار برای یک بیماری، بستر آزمایشی ایده‌آلی برای تجزیه و تحلیل تفاوت‌های اپی ژنتیکی هستند که به آن بیماری کمک می‌کنندمطمئناً مسیر mTOR در ایجاد آسیب‌های مرتبط با دیابت نقش دارد. اگر تغییرات پیش‌بینی کننده تغییر متابولیسم دیابت یا عوارض مرتبط با دیابت باشد، کاربرد بالینی آنها در T1D خودایمنی به اندازه دیابت نوع ۲ ارزشمند خواهد بود. به عنوان مثال، نشانگرهای زیستی اپی ژنتیکی مبتنی بر خون که منعکس کننده تغییرات متیلاسیون DNA مرتبط با سن در جزایر انسانی هستند، به عنوان مثال. KLF14، FHL2، ZNF518B و FAM123C، هم با ترشح انسولین و هم با دیابت نوع ۲ مرتبط هستند.
نتیجه
اگر آنالیزهای ژنتیکی و اپی ژنتیکی ارزش بالینی داشته باشند، این احتمال وجود دارد که چنین ارزشی در پیش آگهی بیماری و پیش آگهی رویکردهای درمانی بهینه ظاهر شود. اثرات اپی ژنتیکی به عنوان یک مکانیسم مولکولی عمل می‌کند که از طریق آن عوامل ژنتیکی و غیر ژنتیکی ممکن است برهم کنش داشته باشند. شواهد ارائه شده در این مقاله حاکی از آن است که عوامل اپی ژنتیک در جنبه‌های متعددی از پاتوژنز بیماری‌های خودایمنی نقش دارند و به‌طور بالقوه پاتوژنز عوارض طولانی مدت دیابت را در بر می‌گیرند.